# Don Paterson

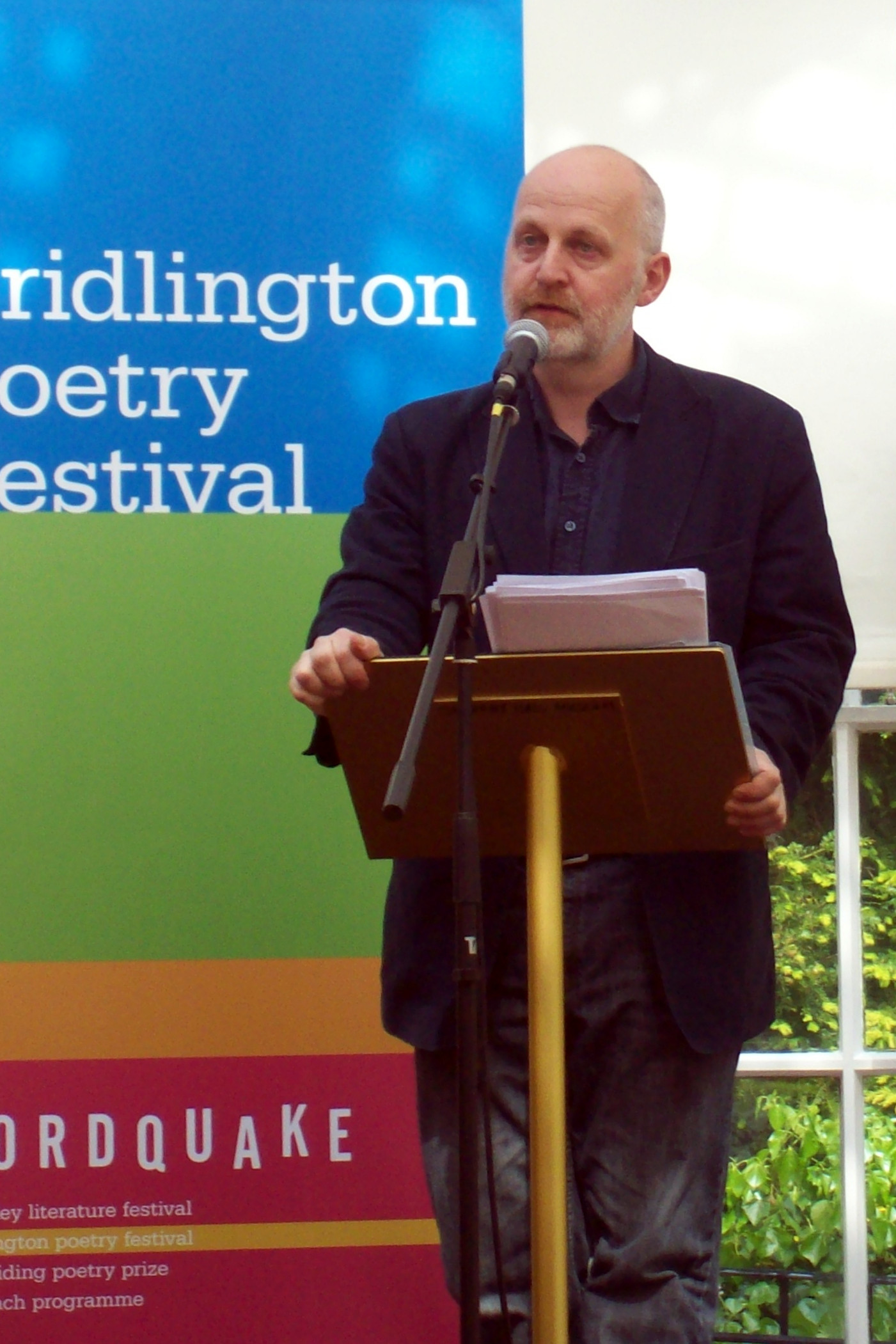
Don Paterson (2013)

Don Paterson, OBE (* 1963 in Dundee) ist ein vielfach preisgekrönter schottischer Autor und Jazz-Musiker.

## Leben und Schaffen
Paterson verließ mit 16 Jahren die Schule, um als Musiker zu arbeiten. Im Jahr 1984 ging er nach London, wo er Gitarrenunterricht bei Derek Bailey nahm und in Ken Hyders Band Talisker spielte. Zu dieser Zeit begann er auch, sich mit Lyrik zu beschäftigen und selbst zu schreiben. Seit den späten 1980er Jahren war Paterson mit seiner Jazzband Lammas aktiv, in der u. a. auch Tim Garland, Talvin Singh, Christine Tobin spielten. Lammas veröffentlichten fünf Alben.
Nach einigen Jahren in Brighton wurde Paterson 1993 Writer in Residence an der University of Dundee. Im Jahr 1995 kehrte er nach London zurück, wo er eine Stelle als Herausgeber bei Picador annahm. Als er 1998 nach Edinburgh zog, begann er Kolumnen für Scotland on Sunday und Videospielkritiken für The Times zu schreiben. Seit dem Jahr 2000 ist er zudem Professor an der University of St Andrews. Neben mehreren eigenen Gedichtbänden veröffentlichte er Übersetzungen von Gedichten Antonio Machados und Rilkes Sonetten an Orpheus, schrieb Aphorismen, Hörspiele, Theaterstücke für das Dundee Repertory Theatre und Musikstücke u. a. für Tommy Smith und gab Anthologien heraus.
Paterson gilt als eines der größten dichterischen Talente seiner Generation. Seine geistreiche Lyrik mischt Traditionelles mit Postmodernem und steckt oft voller ironischer oder zweideutiger philosophischer und metaphysischer Anspielungen. Als Musiker zeigt er auch in der Dichtung ein Gespür für Rhythmus und Klang.
Patersons erste, 1993 erschienene Gedichtsammlung Nil Nil gewann den Forward Poetry Prize, den er auch 2008 für das Gedicht „Love Poem For Natalie 'Tusja' Beridze“ und 2009 für die Sammlung Rain erhielt. God’s Gift to Women (1997) gewann den T. S. Eliot Prize, ebenso Landing Light (2003), das zudem mit dem Whitbread Book Award ausgezeichnet wurde. Im Jahr 2010 erhielt Paterson die Queen’s Gold Medal for Poetry und 2012 einen Cholmondeley Award. Er ist Fellow der Royal Society of Literature. Don Paterson war für den Neustadt International Prize for Literature 2016 nominiert.

## Veröffentlichungen (Auswahl)
- 1993: Nil Nil
- 1997: God’s Gift to Women
- 2001: The White Lie
- 2003: Landing Light
- 2004: The Book of Shadows
- 2007: The Blind Eye
- 2009: Rain
- 2010: Reading Shakespeare’s ‘Sonnets’

## Diskografie mit Lammas
- 1991: Lammas
- 1994: The Broken Road
- 1995: This Morning
- 1997: Sourcebook
- 1999: Sea Changes